# Pseudocolinesterasi
La pseudocolinesterasi (pCHE) è un enzima prodotto dal fegato che fa parte delle colinesterasi, enzimi che idrolizzano i vari esteri della colina. Interrompono quindi la trasmissione dell'impulso nervoso dei neuroni che sfruttano come neurotrasmettitore l'acetilcolina.
Nei globuli rossi, nella placenta, nel muscolo e nelle strutture nervose prevale l'acetilcolinesterasi. L'acetilcolinesterasi catalizza la seguente reazione: acetilcolina + H2O → colina + acetato + H+
I gas nervini inibiscono irreversibilmente l'acetilcolinesterasi. Questi hanno un effetto tossico, spesso letale, portando spesso a morte.
Nel plasma la colinesterasi più abbondante è invece appunto la pseudocolinesterasi.
La differenza tra le due sta nel fatto che mentre l'acetilcolinesterasi è in grado di degradare l'acetilcolina più velocemente, la pseudocolinesterasi, idrolizza una gamma più ampia di esteri della colina.

## Importanza diagnostica
La misurazione dell'attività della colinesterasi sierica è indice della capacità sintetica del fegato. Quando i livelli di questo enzima diminuiscono, si può parlare di bassa capacità sintetica da parte del fegato, e la causa sono patologie piuttosto gravi. La diminuzione dei livelli di questo enzima può indicare anche una grave malnutrizione, avvelenamento da insetticidi, infarto del miocardio, infiammazione che accompagna varie malattie, infezione acuta, e si verifica anche in soggetti in terapia con estrogeni e contraccettivi orali. Una diminuzione del 30-50% si ha nel caso di epatite acuta, una diminuzione del 50-70% indica cirrosi epatica.
In particolare le epatiti sarebbero dovute a una diminuzione acquisita dell'enzima, l'avvelenamento da insetticidi è causato invece da un'inibizione dell'enzima.
Un aumento dei livelli di questo enzima non ha rilevanza clinica, ma si può riscontrare in sindromi a carico dei reni, gravidanza, malattie cardiache congenite, malattia di Basedow, alcolismo cronico, obesità, sindrome di Gilbert.
Comunque i livelli alti sono meno preoccupanti di quelli bassi, perché non si compromette nulla a livello epatico, preoccupazione principale di chi effettua le analisi per questo enzima.
L'assunzione di sostanze quali: caffeina, teofillina, chinidina, barbiturici, morfina, codeina, atropina, epinefrina, fenotiazine, acido folico e vitamina K possono diminuire i livelli della colinesterasi nel sangue.
L'attività enzimatica della pseudocolinesterasi può essere ridotta anche per un difetto genetico acquisito da uno dei genitori, o da entrambi. 
I pazienti con valori bassi di questo enzima possono accusare disturbi di respirazione se trattati con succinilcolina, farmaco usato nell'anestesia.
Il test per valutare i livelli di pseudocolinesterasi viene effettuato con un esame del sangue e i valori di riferimento sono: 
- Da 5000 a 11000 UI/L per gli uomini;
- Da 4000 a 12500 UI/L per le donne.